# Arabischer Kaffee

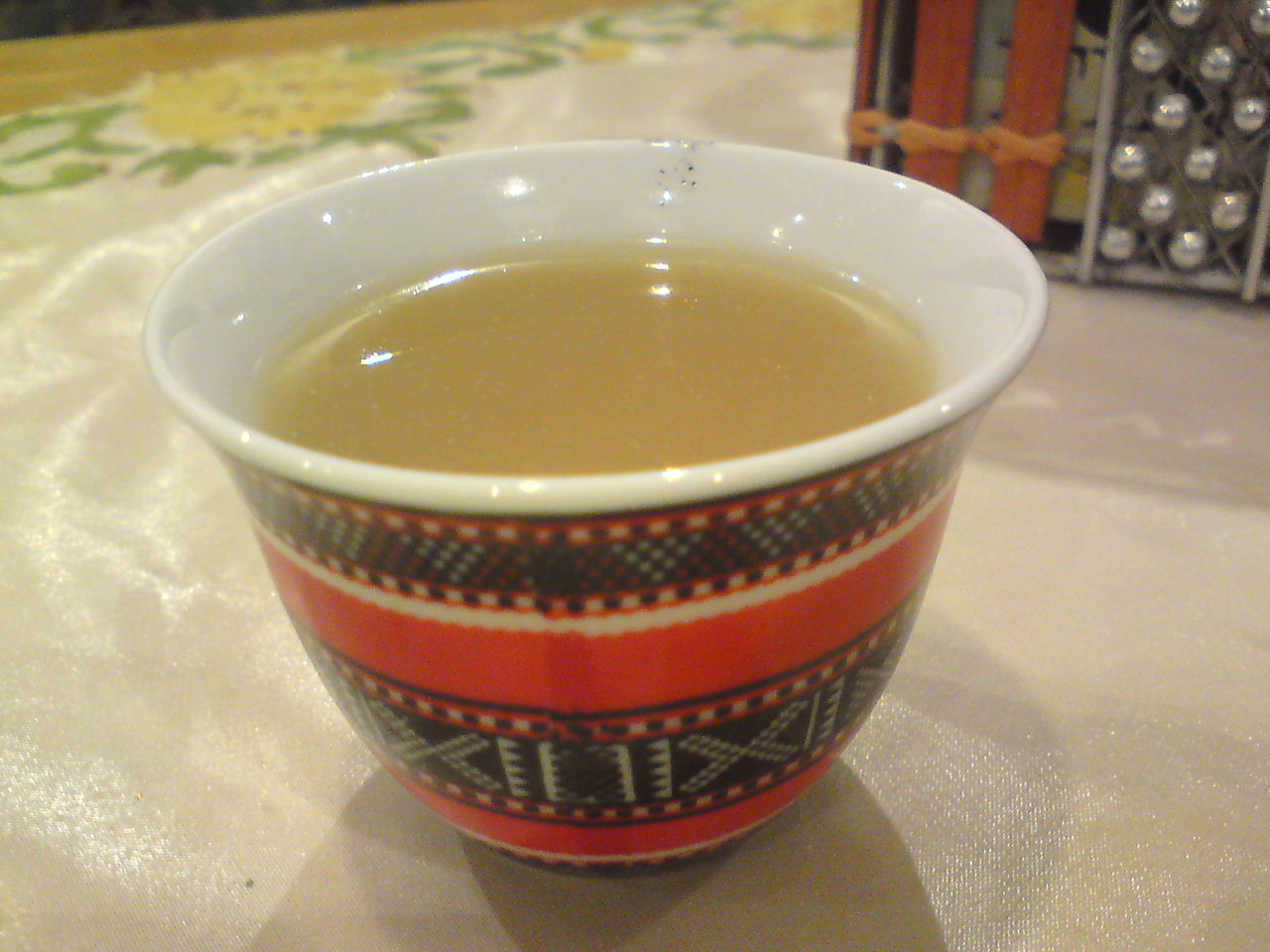
Der fertige, fast klare und goldfarbene arabische Kaffee.

Arabischer Kaffee (arabisch قهوة عربيّة, DMG qahwa ʿArabīya), in den arabischen Golfstaaten häufig nur Gahwa genannt, ist ein Kaffeegetränk, das im Gegensatz zum Mokka oder Türkischen Kaffee fast klar und goldfarben ist und ungesüßt meist zusammen mit Datteln gereicht wird. Die Zubereitung und Darreichung von arabischem Kaffee gilt auf der Arabischen Halbinsel, im Irak und in Syrien als wichtiges Zeichen der Gastfreundschaft. Die Zubereitung des Kaffees aus einer Reihe von Zutaten erfolgt zum Teil vor den Gästen in Form einer Zeremonie.
Das Kultur- und Tourismus-Ministerium der Vereinigten Arabische Emirate fördert die Ausbildung zur Zeremonie. Im Jahre 2015 wurde diese Zeremonie von der UNESCO für die Länder Saudi-Arabien, VAE, Oman und Katar und 2024 für Jordanien in die Repräsentative Liste des immateriellen Kulturerbes der Menschheit aufgenommen.
Arabischer Kaffee ist nicht mit Arabica-Kaffee, einer besonderen Art der Kaffeepflanze, zu verwechseln.

## Zubereitung und Zutaten

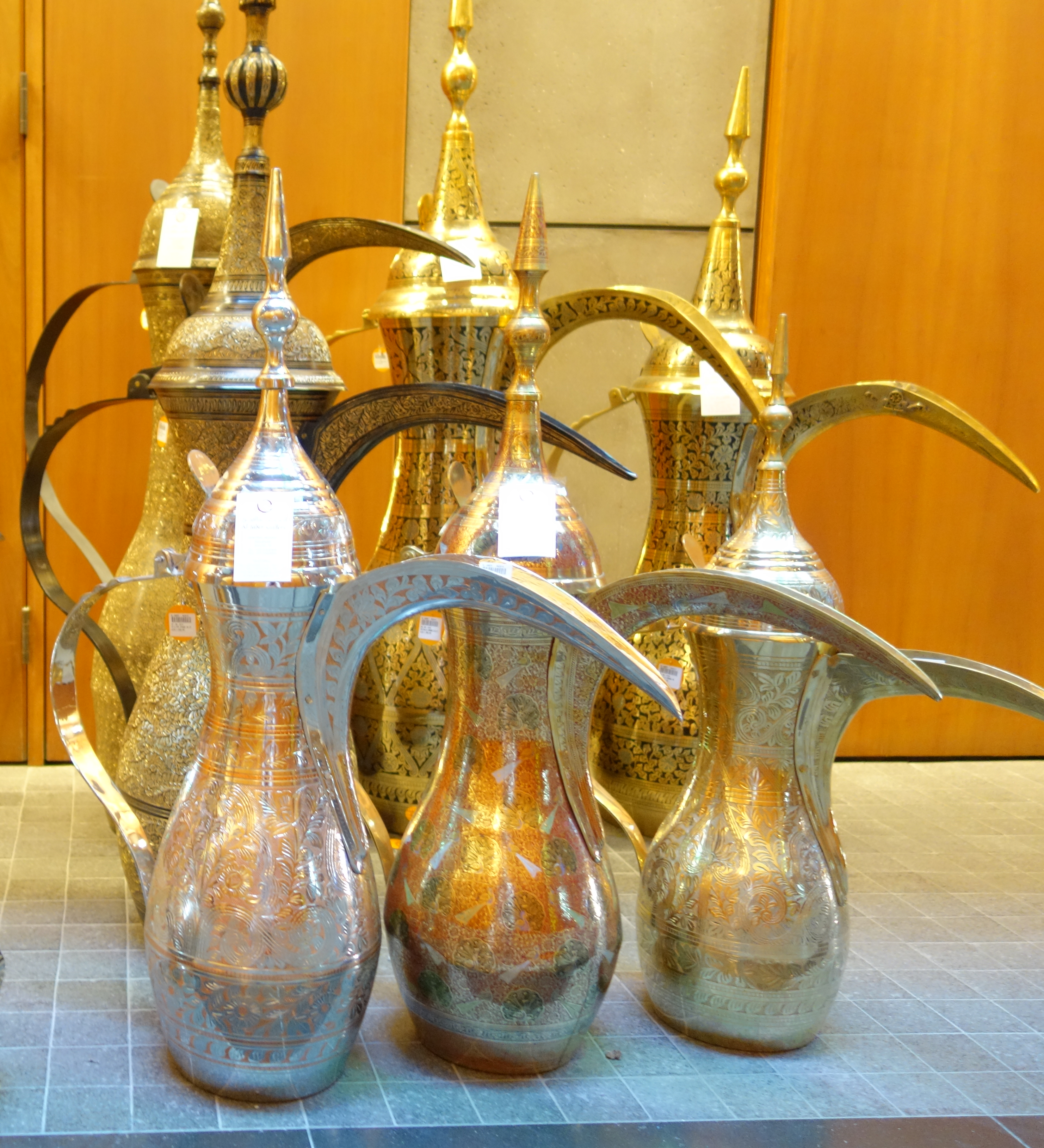
Drei Kannen dienen zum Kochen, Filtern, Würzen und Ausschenken.

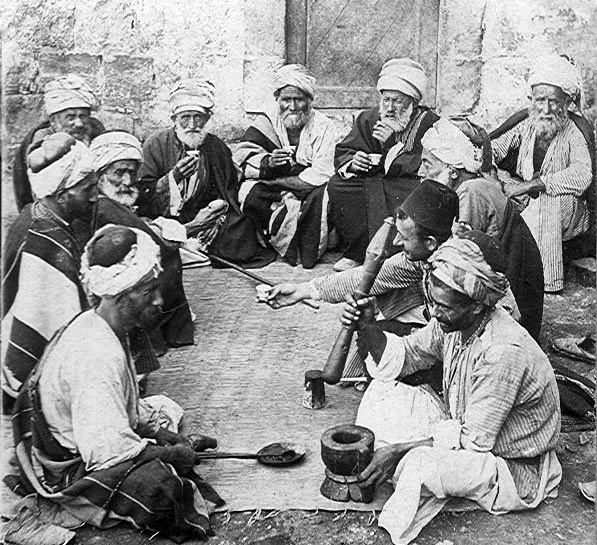
Ausschank des Kaffees, um 1900

Die Kaffeebohnen werden in einer Pfanne (tāwa) und mit einem langstieligen Löffel (miḥmās) leicht geröstet. Anschließend werden die Bohnen in ein Mibrad genanntes Gefäß gelegt, in dem sie abkühlen können. In einem Bronzemörser (minḥāz) werden die Bohnen zerstoßen und dabei der Mörser wie ein Gong geschlagen, um Gäste zum Kaffee zusammenzurufen.
Für das Kochen, Würzen, Filtern und Ausschenken des Kaffees werden drei Bronzekannen (dilāl) unterschiedlicher Größe verwendet. Die größte ist die Kaffeekanne (dallat al-qahwa), die zum Kochen des Wassers dient. Sie wird auch al-Chamra genannt. In einer etwas kleineren Kanne, die Mulaqqima genannt wird, wird der Kaffee mit dem kochenden Wasser aufgebrüht und mit Safran, Muskat, Kardamom, Nelken und Rosenwasser gewürzt. Der lange schnabelartige Ausguss der Kanne wird mit einem kleinen Bündel aus Palmbaumfasern ausgefüllt und der fertige Kaffee damit schließlich in die kleinste Kanne gefiltert, die al-Mizalla genannt wird.
Der fertige Kaffee wird nun ungesüßt in kleinen henkellosen Tassen an die Gäste ausgeschenkt. Die Tasse wird dabei nur zu etwa einem Viertel gefüllt. Dies ist als Zeichen zu werten, dass der Gast gern länger bleiben darf und sich frei fühlen soll, mit ausgestrecktem Arm ein Nachfüllen der Tasse zu erbitten. Hat er genug, streckt er die Tasse von sich und wackelt leicht mit ihr auf und ab, dann sammelt der Gastgeber sie wieder ein.